# El cercle (pel·lícula de 2017)
The Circle (en Català: El cercle) és una pel·lícula nord-americana de ciència-ficció i drama, dirigida i escrita per James Ponsoldt, basada en la novel·la del 2013 del mateix nom per Dave Eggers. Els protagonistes són Tom Hanks, Emma Watson, John Boyega, Karen Gillan, Patton Oswalt i Bill Paxton. El rodatge va començar l'11 de setembre de 2015 a Los Angeles. Es va estrenar el 28 d'abril de 2017.

## Argument
Mae Holland (Emma Watson) és una jove prodigi que és contractada per una gran companyia anomenada El cercle (The Circle), que s'encarrega de portar la tecnologia de la comunicació fins als seus límits ètics i tècnics. A mesura que Mae vagi coneixent a la companyia, s'anirà assabentant de secrets cada vegada més foscos.

## Producció
El 15 de desembre de 2014, Deadline va informar que Tom Hanks protagonitzaria l'adaptació cinematogràfica de la novel·la de l'any 2013 de Dave Eggers, El cercle, en la qual James Ponsoldt escriuria el guió i també dirigiria la pel·lícula. Cap estudi ni finançaments van ser establertes, però Hanks i Gary Goetzman produirien la pel·lícula a través de Playtone. El gener de 2015, THR va confirmar que Anthony Bregman produiria la pel·lícula a través de la seva pancarta Likely Story juntament amb Ponsoldt, Hanks i Goetzman. L'11 de maig de 2015, va ser anunciat que Image Nation Abu Dhabi finançaria plenament la pel·lícula juntament amb Walter Parkes i Laurie MacDonald, mentre IM Global manejaria les vendes internacionals. L'11 de maig de 2015, Alicia Vikander va ser triada per protagonitzar la pel·lícula. El 20 de maig de 2015, IM Global va vendre els drets a diferents territoris. El 23 de maig es va saber que havien ofert a Emma Watson interpretar el rol protagonista femení de la pel·lícula. A mitjan juny de 2015, el director Ponsoldt va confirmar durant una entrevista que Vikander probablement no protagonitzaria la pel·lícula i Watson possiblement seria la protagonista de la pel·lícula. El 24 de juny de 2015, Variety va confirmar que Watson oficialment anava a protagonitzar la pel·lícula amb el paper de Mae Holland. El 19 d'agost de 2015, John Boyega va ser afegit al repartiment de la pel·lícula per interpretar a Ty, el noi visionari del Cercle. L'1 de setembre de 2015, Karen Gillan es va unir al repartiment com Annie, una membre afectuosa i intel·ligent del Cercle. L'11 de setembre de 2015, Patton Oswalt es va unir el repartiment per interpretar a Tom Stenton, un italià i el setembre de 2015, Ellar Coltrane es va unir al repartiment de la pel·lícula com a Mercer.

### Rodatge
El rodatge de la pel·lícula va començar l'11 de setembre de 2015 a Los Angeles, Califòrnia. El 17 de setembre, la filmació tenia lloc en Pasadena.

## Repartiment
- Emma Watson com a "Mae Holland".[5]
- Tom Hanks com a "Bailey".
- John Boyega com a "Ty".[7]
- Karen Gillan com a "Annie".[8]
- Patton Oswalt com a Tom "Stenton".[14]
- Bill Paxton com "El Pad"
- Poorna Jagannathan com la Dra. Jessica Villalobos.
- Jimmy Wong com a Mitch.